# Erweitertes Signalisierungsprotokoll für Alarmprozesse
Die serielle Schnittstelle ESPA 4.4.4 ist ein von der ESPA (European Selective Paging Manufacturer’s Association) definiertes Kommunikationsprotokoll zur Ansteuerung von Personenruffunkanlagen und Telefonanlagen.

## Allgemeines
Das Protokoll hat sich als Industriestandard für die Interkommunikation diverser Systeme entwickelt, unter anderem zur Alarmierung und Alarmkommunikation, sowie um Kurznachrichten zwischen Brandmeldeanlagen, Alarmservern, Lichtrufsystemen, Gebäudeleittechnik, SCADA / SPS-Systemen, Telefonanlagen, DECT-Telefone oder einem anderen Gerät und einem Vor-Ort-Paging-System auszutauschen. Es wurde im November 1984 in der Publikation ESPA 4.4.4 „Proposal for Serial Data Interface For Paging Equipment“ veröffentlicht, daher begründet sich auch der Name des Protokolls. Trotz seines Alters wird es immer noch weit verbreitet in Krankenhäusern, Pflegeheimen und in Notfallsysteme in Unternehmen eingesetzt.

## Aufbau
Das Protokoll ist meldungsorientiert und basiert auf kurzen Nachrichten, die über eine serielle Datenverbindung gesendet werden. Es ist konform zur Spezifikation ISO 1745 „Information Processing - Basic mode control procedures for data communication systems“. Es verwendet konventionelle Stopp-Start-Zeichenformate, ein „Handshake“-Protokoll mit Fehlererkennung und ist für den Halbduplexbetrieb geeignet. Die Datenkommunikation verwendet ein serielles, bit-synchrones Zeichen-Asynchronformat, wie es nach ISO 1177 definiert ist, wobei ein Startbit, sieben Informationsbits, ein gerades Paritätsbit und zwei Stopbits verwendet werden. Als Zeichensatz kommt das International Alphabet Nummer 5 (CCITT V3 & ISO 646) zum Einsatz.
Es ist sowohl für Mehrpunktverbindungen (RS-485), als auch für Punkt-zu-Punkt-Verbindungen (RS-422 bzw. RS-232) geeignet. Im Folgenden wird vom Bus gesprochen, auch wenn nur eine Punkt-zu-Punkt-Verbindung (Bus mit 2 Teilnehmern) besteht.

## Funktionsweise
Die Kommunikation läuft nach dem Master/Slave-Prinzip, daher gibt es immer eine Master-Einheit und eine oder mehrere Slave-Einheiten, wobei mehrere Slave-Einheiten nur unterstützt werden, wenn auch die zugrunde liegende Datenverbindung mehrere Geräte (z. B. Multi-Drop Bus) unterstützt, wie zum Beispiel bei RS-485. Eine Slave-Einheit kann keine Daten senden, so lange es nicht vom Master genehmigt wurde. Die Master-Einheit fragt (polling) regelmäßig die Slave-Einheiten nach neuen Daten. Wenn eine Slave-Einheit Daten zum Versenden vorliegen hat, wird diese zur temporären Master-Einheit, übernimmt die Kontrolle über die Datenverbindung und sendet die Daten. Danach wird die Kontrolle wieder an die Master-Einheit zurückgegeben. Da es mehr als eine Slave-Einheit geben kann, besitzt jedes Gerät eine Adresse, die Master-Einheit verwendet die Adresse 1, die erste Slave-Einheit normalerweise die Adresse 2.

## ESPA-X
ESPA-X ist ein proprietärer Nachfolger des ESPA 4.4.4 Protokolls. ESPA-X steht für Erweitertes Signalisierungs-Protokoll für Alarmprozesse – XML-basiert bzw. Enhanced Signaling Protocol for Alarm Processes – XML-based und basiert auf TCP/IP und XML. Es wurde in Zusammenarbeit mit der ESPA-X Community und unter der Federführung von Unify sowie Tetronik entwickelt. Die ESPA-X Community besteht heute aus 60 Teilnehmerorganisationen, der Großteil davon mit Sitz in Europa (Stand: 26. Februar 2017).
Vorteil gegenüber ESPA 4.4.4:
+ Nutzung von IP, Wegfall von Einschränkungen serieller Kabellängen
+ Mehr Meldungen gleichzeitig
+ Zeitstempel zu Meldungen, Zuweisung von Wiederholungen oder neuer gleicher Meldungen besser
(Möglichkeit Rückantworten auf vergangene Meldungen)
Nachteil gegenüber ESPA 4.4.4:
- komplexerer Aufbau des Datenpaketes [Fehleranalyse schwieriger]
- Herstellerabhängige Nutzung von Feldern und deren Inhalt im XML-Datagramm
- Protokollspezifikation nicht öffentlich einsehbar.
- Verbindungsübertragung und Aufbau, Empfänger ist TCP/IP Server mode [Listening],
macht eine redundant ausgelegte Übertragung unmöglich!

## European Selective Paging Manufacturers Association
Die European Selective Paging Manufacturers Association mit Sitz in Eindhoven, Niederlande wurde 1972 von den damals führenden Herstellern von Pagingsystemen mit dem Ziel gegründet, eine Standardisierung von Vorschriften und technischen Spezifikationen in ganz Westeuropa zu schaffen. Die Gründungsmitglieder waren AEG Telefunken, Autophon, Hasler Bern, Multitone, N.I.R.A., Philips, Svenska Radio AB und Telekontroll AB.
Später wurde die Organisation in European manufacturers of pocket communications systems umbenannt. Sie hatte auch Anteil an der Entwicklung des DECT-Standards.